# Leszek Nowak
Pour les articles homonymes, voir Nowak.
Leszek Nowak, né le 7 janvier 1943 à Więckowice et décédé le 20 octobre 2009 à Poznań, est un philosophe polonais.
De l'école marxiste, il a été rédacteur en chef de la revue Poznań Studies in the Philosophy of the Sciences and the Humanities. Dans le domaine épistémologique, il a proposé une conciliation entre le marxisme et le positivisme logique.
Nowak est devenu professeur en 1976 à l'âge de 33 ans. À cette époque, il était le plus jeune professeur de Pologne et l'auteur d'un concept méthodologique – la théorie idéaliste de la science. Sa théorie s'inspire des idées qu'il trouvées dans les écrits de Marx. Il les a rendus explicites et précis grâce à l'utilisation du langage de la philosophie logique moderne.